# Коктейли сауэр

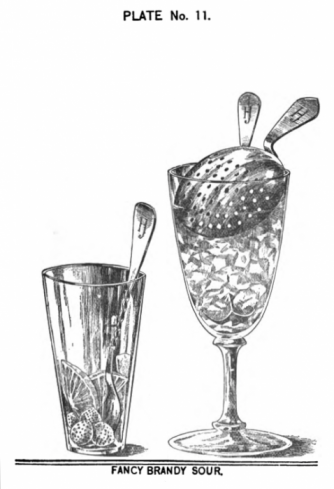
Бренди сауэр.1888

Коктейли сауэр (от англ. sour — кислый) — семейство коктейлей, хорошо известное уже в середине XIX века как разновидность «пунша для одного» — коктейля Фикс и состоящая из алкогольной основы, сахара, воды, лимонного сока и льда. К концу XIX века сауэр стало семейством коктейлей с весьма разнообразной рецептурой. Относятся к дижестивам.

## История
Коктейли сауэр произошли напрямую от пунша, изобретённого в 1620—1630-х годах (предположительно, моряками, которые улучшали вкус перегнанного алкоголя добавлением цитрусового сока). К середине XIX века появилось множество местных вариантов пунша, его перестали делать и подавать в большой общей посуде, а стали готовить и сервировать индивидуально. Уже в 1858 году название упоминается в «Нью-Йорк таймс» как само собой разумеющееся, без дополнительных пояснений.
Коктейли сауэр описаны в книге бармена Джерри Томаса «Как смешивать напитки» (Jerry Thomas «How to Mix Drinks, The Bon Vivant’s Companion») изданной в 1862 году. Д. Томас также указывает на происхождение коктейлей сауэр от пуншей. На сегодняшний день многие коктейли сауэр входят в список официальных коктейлей IBA: Белая леди, Виски сауэр, Дайкири, Кайпиринья, Камикадзе, Маргарита, Писко сауэр, Сайдкар.

## Состав
Когда-то коктейли сауэр приготавливали, используя только лимонный сок, сахарный сироп и один из крепкоалкогольных напитков. Существовало как минимум две школы приготовления коктейлей сауэр — те, кто делал коктейли соответствующими своему названию, с выразительным, но кислым вкусом (сауэр — кислый (англ.)) и те, кто делал сауэр скорее сладкими, с небольшим количеством лимонного сока и хорошо сбалансированной сладостью. Уже в конце XIX века рецептура этих коктейлей стала не столь строга. Для их приготовления применяют самые разные кислые соки и их смеси. Наряду с крепкими спиртными напитками используют также и ви́на, вместо сахарного сиропа — другие виды сиропов, ликёры, наливки и др.

## Приготовление

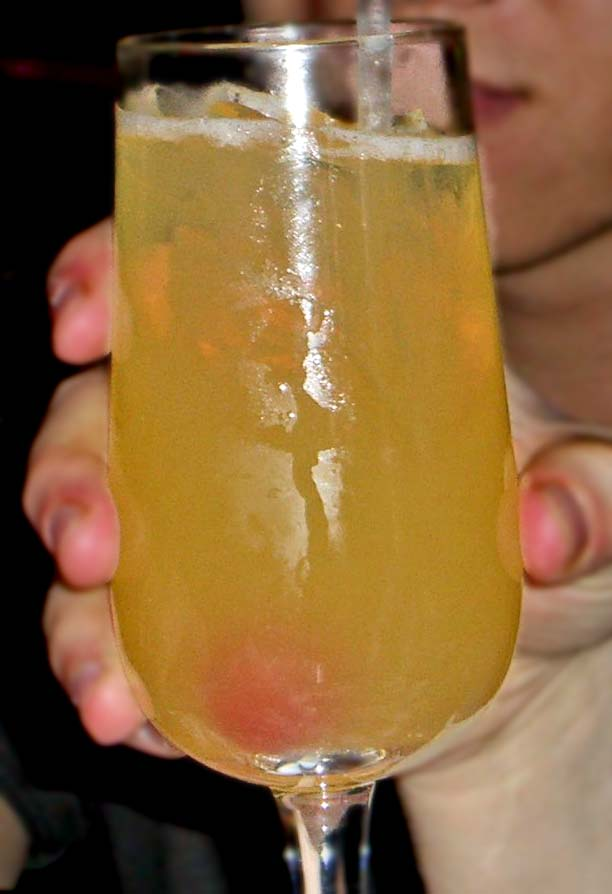
Виски сауэр в нестандартном бокале

Коктейли сауэр готовят в шейкере. Подают их, как правило, в рюмке, специально предназначенной для этих коктейлей. Особое внимание уделяют их декоративному оформлению, украшая рюмку наледью, ломтиками лимона или апельсина, вишней и др. Коктейли сауэр обычно подают с соломинкой.